# Die letzten Tage in Kenya
Die letzten Tage in Kenya (Alternativtitel: Die letzten Tage von Kenya / Originaltitel: White Mischief) ist ein britischer Spielfilm unter der Regie von Michael Radford aus dem Jahr 1987, der 1988 in die deutschen Kinos kam.
Basierend auf dem gleichnamigen Buch von 1982 des Sunday Times-Journalisten James Fox dramatisiert es die wahren Ereignisse des Happy Valley-Mordfalls in Kenia im Jahr 1941, als Sir Henry „Jock“ Delves Broughton wegen Mordes an Josslyn Hay, Earl of Erroll, angeklagt wurde.

## Inhalt
Während sich ein Großteil der Welt im Krieg befindet, führen eine Reihe gelangweilter britischer Aristokraten ein ausschweifendes und hedonistisches Leben in einer Region der Kolonie Kenia, die als Happy Valley bekannt ist. Sie trinken, nehmen Drogen und frönen dekadenten sexuellen Affären, um sich die Zeit zu vertreiben.
Am 24. Januar 1941 wird Josslyn Hay Earl of Erroll, tot in seinem Auto aufgefunden. Der Earl hat einen edlen Stammbaum, aber eine etwas schmutzige Vergangenheit und einen wohlverdienten Ruf, Affären mit verheirateten Frauen zu haben. Diana Delves Broughton gehörte zu seinen Geliebten. Sie ist die schöne Ehefrau von Sir John Henry Delves Broughton, genannt „Jock“, einem Mann, der 30 Jahre älter ist als sie. Sie hat eine Vereinbarung mit ihrem Ehemann, dass, sollte sich einer von beiden in einen anderen verlieben, der andere nichts tun wird, um die Romanze zu behindern. Tatsächlich ist Diana dem Charme des verführerischen Earl of Erroll erlegen, zu dessen weiteren Liebhabern die drogensüchtige amerikanische Erbin Alice de Janzé und die etwas zurückhaltendere Nina Soames gehören. Der Earl nimmt diese Affäre ernster als jede seiner früheren Affären und möchte, dass Diana ihn heiratet. Sie genießt die Affäre, zögert aber, die finanzielle Sicherheit ihrer Ehe zu verlassen, um ihre Beziehung zu Erroll (der weder Geld noch Perspektiven hat) zu festigen. Sie ahnt nicht, dass ihr Mann hoch verschuldet ist. Insgeheim gedemütigt, aber scheinbar, um ihre Vereinbarung zu erfüllen, stößt Delves Broughton im Club in Nairobi öffentlich auf die Affäre des Paares an und bittet Erroll, Diana zu einer bestimmten Zeit nach Hause zu bringen. Delves Broughton scheint für den Rest des Abends extrem betrunken zu sein; Sobald er allein ist, ist klar, dass er die Trunkenheit nur vorgetäuscht hat. Nachdem er Diana abgesetzt hat, wird Erroll in seinem Auto in der Nähe des Hauses von Delves Broughton erschossen, der bald des Mordes angeklagt wird. Diana ist verzweifelt darüber, ihren Geliebten verloren zu haben. Ein lokaler Plantagenbesitzer, Gilbert Colvile, dessen einziger Freund Delves Broughton ist, bietet Diana im Stillen Rat und Trost und schockiert sie schließlich, indem er ihr einen Heiratsantrag macht. Delves Broughton steht vor Gericht. Es gibt keine Zeugen für das Verbrechen und belastende Beweise sind ebenfalls nur Indizien. Er hatte offenbar Motiv und Mittel, wird aber für unschuldig befunden und freigesprochen. Diana entdeckt später mehrere Beweise, welche die Schuld ihres Ehemannes am Tod des Geliebten belegen. Nachdem Broughton sie massiv mit einer Schrotflinte bedroht hat, erschießt er sich selbst, vor ihren Augen.
Der Film endet damit, dass die blutbefleckte, auf einem Pferd fliehende Diana das restliche Happy Valley-Set entdeckt, welche um das Grab der Verstorbenen Alice de Janzé eine Cocktailparty feiern.

## Rezeption

### Kritiken
„Michael Radfords opulentes Sittengemälde mischt Drama, Lovestory und Krimi mit schönen Bildern zu einem auf wahren Begebenheiten beruhenden Beispiel aristokratischer Dekadenz im Spätimperialismus.“
„Mißlungener Versuch, ein Porträt dekadenter englischer Kolonialherrschaft mit einer Krimi- und Liebesgeschichte zu mischen. Teilweise gut gespielt und fotografiert, aber in der Zeichnung der Charaktere zu oberflächlich, liefert der Film letztlich nur Postkarten-Ansichten einer dem Untergang geweihten Epoche.“
„Trotz einiger Längen in der Filmmitte wissen Die letzten Tage von Kenya zu fesseln. Doch allem voran sticht die begnadete Darstellerriege hervor. Selten sah man solch gutabgestimmte Mimen um ihr Leben spielen. Allen voran Greta Scacchi und der bis heute sträflichst unterbewertete Charles Dance.“
Michael Radford, durch die George-Orwell-Adaption „1984“ international bekannt geworden, inszenierte mit „Die letzten Tage in Kenya“ einen spannenden Kriminalfilm, der zugleich als beißender Abgesang auf die britische Kolonialherrschaft in Afrika funktioniert. „Sein Schwanengesang wird zu einem entlarvenden Gekrächze, das die Dekadenz und Langeweile jener unrühmlichen Tage britischer Fremdherrschaft aufdeckt“, urteilt das Cinema-Filmlexikon.

### Auszeichnungen und Nominierungen
- 1989 BAFTA-Auszeichnungen
  - Bester Nebendarsteller – Joss Ackland (nominiert)
  - Beste Kostüme – Marit Allen (nominiert)